# Lamentin
Lamentin, llamada en criollo Manten o Lamanten, es una comuna francesa situada en el departamento de Guadalupe, de la región de Guadalupe. 
El gentilicio francés de sus habitantes es Lamentinois y Lamentinoises.

## Situación
La comuna está situada en el norte de la isla guadalupana de Basse-Terre.

## Barrios y/o aldeas
Bagatelle, Bréfort, Bellevue-Daras, Bergnolles, Blachon, Boisbert, Borel, Brie, Caillou, Castel, Chatreux, Desbonnes, Donotte, Douillard, Jaurès, Merlande, La Mousse, Monnier, Montauban, Pierrette, Ravine-Chaude, Richard-L'Espérance, La Rosière, Roussel, Routa, Vincent; y las pequeñas islas de Christophe, Fajou y Caret.

## Demografía
| Gráfica de evolución demográfica de Lamentin entre 1961 y 2012 |
|                                                                |

Fuente: Insee

## Comunas limítrofes
| Noroeste: Sainte-Rose | Norte: Bahía de Gran Cul-de-Sac marino | Noreste: Bahía de Gran Cul-de-Sac marino |
| Oeste: Pointe-Noire   |                                        | Este: Baie-Mahault                       |
| Suroeste Pointe-Noire | Sur: Petit-Bourg                       | Sureste: Petit-Bourg                     |

## Toponimia
Comuna fundada en 1720, cuyo nombre se debe a la existencia en sus costas, por aquella época, de una colonia de manatís antillanos cuya denominación francesa es la de Lamantin.